# مزرعه برزگر
مزرعه برزگر یک روستا در ایران است که در استان یزد واقع شده‌است. مزرعه برزگر ۹۰ نفر جمعیت دارد.